# Grand-Rue (Marseille)
Pour l’article homonyme, voir Grand-Rue.
La Grand-Rue est une voie située dans le 2e arrondissement de Marseille. 

## Situation et accès
Elle prolonge la rue Caisserie pour déboucher sur la rue de la République.

## Historique
Une voie existait à cet endroit dès la fondation de Marseille par les Grecs. Elle a constitué pendant près de 2500 ans l’axe est-ouest de la ville. Cette voie débouchait à la porte d’Italie ouverte dans les remparts grecs du IIe siècle av. J.-C. encore visibles au jardin des Vestiges. Il est très probable que le tracé de cette Grand-Rue soit antérieur au IVe siècle av. J.-C..
La rue de la vieille ville était beaucoup plus longue, se poursuivant l'est jusqu'au cours Belsunce. Sa configuration a été modifiée par le percement de la rue de la République en 1864, puis rognée sur sa partie est à la suite de la démolition des immeubles situés derrière la Bourse entre 1911 et 1937. La petite partie située entre la rue de la République et le jardin des Vestiges est devenue à la libération la rue Henri Fiocca, du nom d'un résistant mort en 1943.

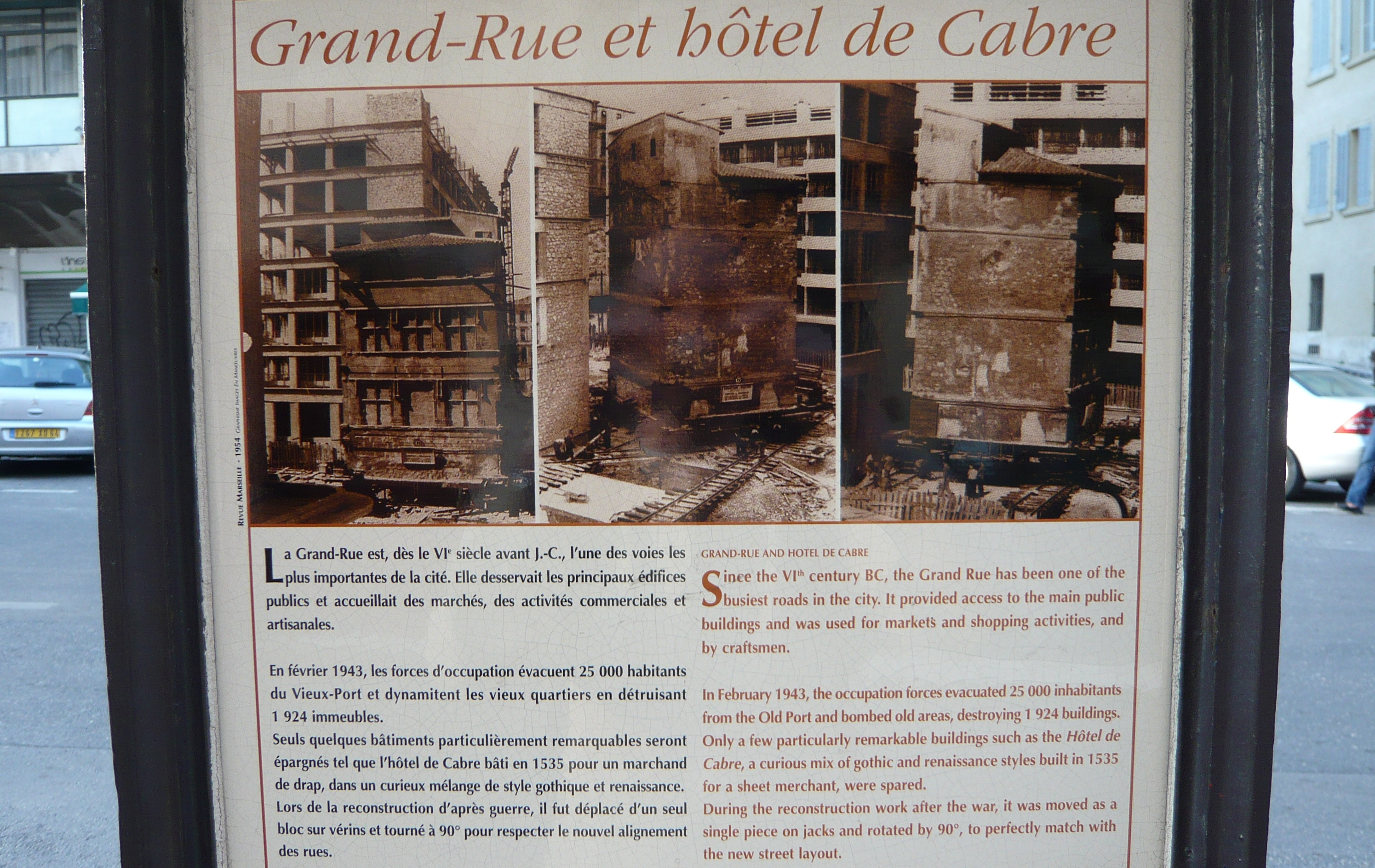
Panneau d'information sur l'Hôtel de Cabre et son déplacement en 1954.

La Grand-Rue historique a également été fortement impactée sur sa partie ouest par la destruction du quartier du Vieux-Port par les Allemands en 1943 et par le projet de reconstruction qui a suivi entre 1945 et 1960. Il n'existe de ce fait plus aucun immeuble antérieur à 1860 dans cette rue historique de Marseille, à l'exception notable de l'hôtel de Cabre, l'un des rares bâtiments épargnés durant les destructions de 1943. Le projet de reconstruction prévoyant un élargissement de la Grand-Rue, il a été nécessaire de déplacer cet immeuble du XVIe siècle, le plus vieux de Marseille. En 1954, avec l'appui d'entreprises spécialisées, il a été possible de le décaler d'une quinzaine de mètres et de le tourner de 90°. Il a d'abord été tronçonné à sa base, monté sur un châssis, puis déplacé sur des rails via des vérins hydrauliques. C'est, pour l'anecdote, cette rotation qui explique pourquoi on peut voir sur son mur de la Grand-Rue l'inscription gravée « rue Bonneterie » datant de l'ancienne rue qui descendait vers le port.

## Bâtiments remarquables et lieux de mémoire
- L'hôtel de Cabre, construit vers 1535

## Homonymie locale
En raison de sa superficie et de sa configuration en quartiers villageois, la ville de Marseille intègre deux autres voies dénommées Grand Rue, dans les 12e et le 13e arrondissements de la ville.